# Freyburg
Freyburg (Unstrut) è una città di 4 596 abitanti della Sassonia-Anhalt, in Germania.

Appartiene al circondario del Burgenland ed è capoluogo della comunità amminkstrativa della Valle dell'Unstrut.

## Storia

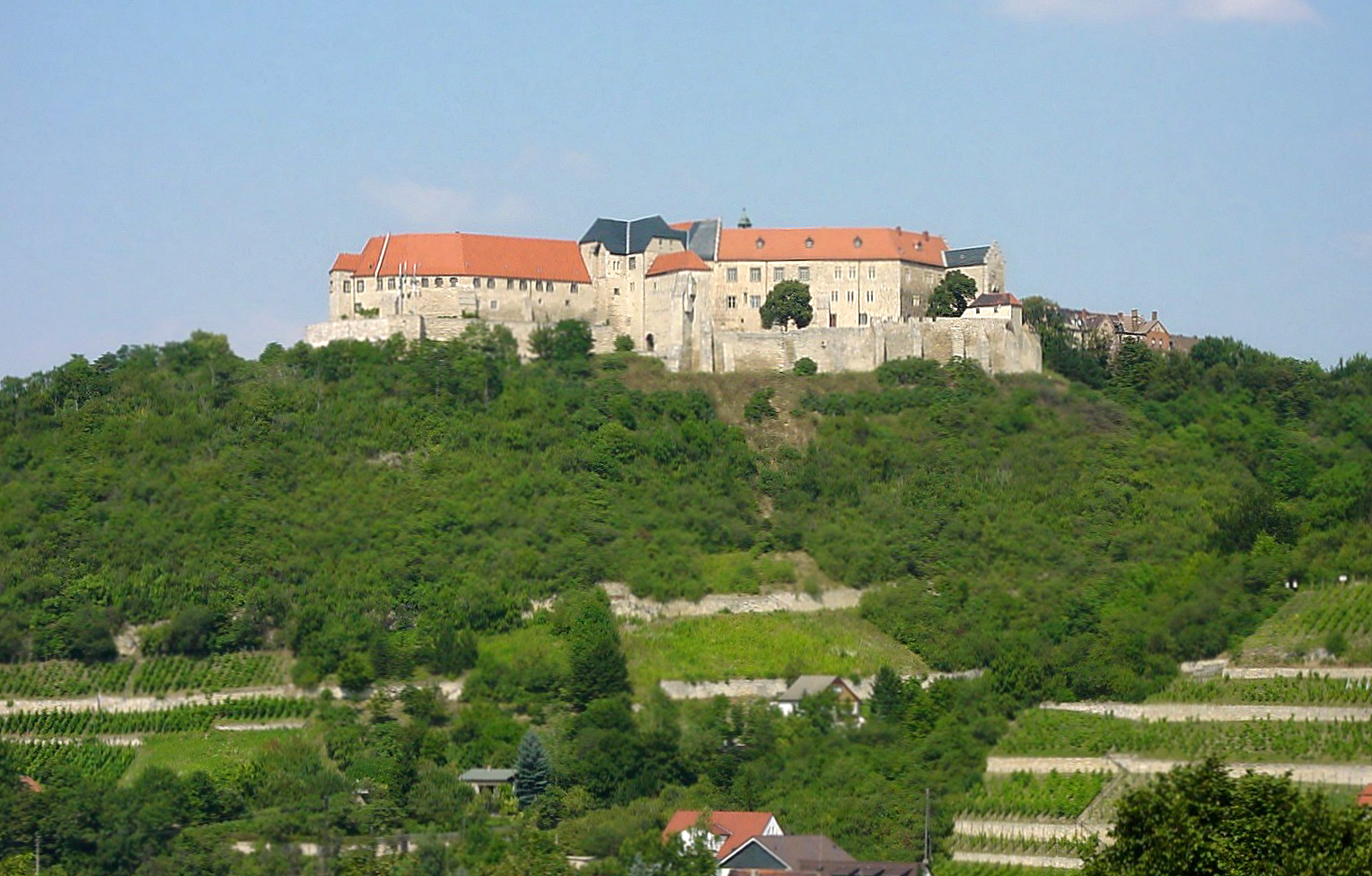
Castello di Neuenburg

La storia della città è indissolubilmente legata al Castello di Neuenburg. Fu costruito intorno al 1090 dal conte turingio Luigi der Springer, che voleva assicurarsi il territorio a est, come aveva già fatto a ovest con il castello di Wartburg, che aveva precedentemente costruito su una collina, sotto la quale oggi sorge la città di Eisenach. Il castello di Neuenburg è cinque volte più grande della Wartburg e deriva il suo nome da neue Burg (nuovo castello), mentre il vecchio castello, la Wartburg, è uno dei più importanti castelli germanici per i suoi legami con Martin Lutero e Johann Wolfgang von Goethe e per il suo ruolo nell'origine della moderna bandiera tedesca.
Il Neuenburg sorge su un'altura a ovest dell'attuale sito della città di Freyburg ed è un grande edificio romanico con un'alta torre disabitata (un Bergfried). Freyburg, che faceva parte dei territori appartenenti al Langraviato di Turingia, è menzionata per la prima volta in un documento del 1203 e nel 1261 acquisì lo status di città. Nel 1485, in seguito alla divisione di Lipsia, la città, insieme all'Amt Freyburg, entrò a far parte del Ducato di Sassonia e fece parte del Circolo di Turingia. Questa appartenenza durò fino al 1815. Tra il 1601 e il 1602 Freyburg fu teatro della caccia alle streghe e vi si tenne un processo contro Gertraut Meissner.
In seguito alle risoluzioni del Congresso di Vienna, la città e l'Amt Freyburg, insieme alla parte più importante del Circolo di Turingia, entrarono a far parte del Regno di Prussia.
Tra il 1825 e il 1852, Freyburg fu la casa dell'esiliato Friedrich Ludwig Jahn, educatore ginnico del XVIII secolo. Egli è considerato il fondatore della ginnastica moderna e a Freyburg costruì la prima palestra del mondo. A Freyburg è stato sepolto e questo ha reso la città un luogo di pellegrinaggio per ginnasti come il campione olimpico Klaus Köste e la campionessa mondiale Erika Zuchold.
Freyburg ha una tradizione vinicola di 1000 anni, dal 1999 porta anche il marchio di Staatlich anerkannter Erholungsort (luogo di riposo e recupero riconosciuto dallo Stato) e può ufficialmente chiamarsi Jahn- und Weinstadt ("Città di Jahn e del vino"), poiché Friedrich Ludwig Jahn, il "padre della ginnastica", morì a Freyburg.

## Geografia antropica

### Suddivisioni amministrative
Freyburg si divide in 8 zone, corrispondenti all'area urbana e a 7 frazioni (Ortsteil):
- Freyburg (area urbana)
- Dobichau
- Nißmitz
- Pödelist
- Schleberoda
- Weischütz
- Zeuchfeld
- Zscheiplitz

## Produzione vinicola
Il Freyburg è la regione vinicola più settentrionale della Germania e dell'Europa e ospita ogni anno a settembre un festival del vino chiamato Winterfest. È una delle regioni vinicole più antiche d'Europa: la regione di Freyburg vanta più di mille anni di storia vinicola documentata.
Nonostante abbia solo 700 ettari di vigneti coltivati, la città è sede di una delle più grandi aziende vinicole del mondo, Rotkäppchen-Mumm. Fondata nel 1856, nel 2010 ha conquistato quasi la metà del mercato dei vini spumanti in Germania, con un fatturato di oltre 1 miliardo di dollari (780 milioni di euro).
Il motivo per cui Freyburg è in grado di produrre vino a livello commerciale - mentre altre regioni europee a latitudini simili non possono farlo - è che è situata in un'ansa del fiume Unstrut, in modo che il fiume vi scorra essenzialmente da est a ovest e formi una valle profondamente incisa. Questa situazione geomorfologica produce pendii riparati e soleggiati esposti a sud e un microclima che la rende significativamente più calda di Berlino e Lipsia, il che, insieme all'alta concentrazione di calcio nel terreno, fornisce le condizioni ideali per la viticoltura.
Il fiume Unstrut che la attraversa è l'habitat di trote, carpe e castori. Sulle colline che circondano la città vivono cervi, cinghiali, fagiani e volpi. Numerose sono le fattorie sparse per la regione, che offrono un'ampia gamma di prodotti freschi e biologici.